# It’s a Man’s World (альбом Шер)
It’s a Man’s World — двадцать второй студийный альбом американской певицы и актрисы Шер, выпущенный 6 ноября 1995 на лейбле WEA Records. Альбом также стал началом её второго контракта с WEA Records. С измененным трек-листом альбом был выпущен в США 25 июня 1996 года на лейбле Reprise Records. Диск дебютировал на 64-м месте хит-парада Billboard 200 с тиражом лишь 9,000 копий. На июнь 2003 года альбом продан тиражом 194,000 в США. В Великобритании альбом расположился на 10 месте и был сертифицирован золотым с продажами более 100 000 копий.

## Об альбоме
На It’s a Man’s World Шер исполнила песни в достаточно 'нетрадиционном' стиле Глубокого Юга[уточнить], вопреки её устоявшимся поп-рок корням. Альбом также продемонстрировал новые способности её вокала на песнях «One by One» и «The Gunman».
Шер подписала контракт с WEA Records в 1994 году и записывала альбом It’s a Man’s World в Лондоне в 1995-м. В этом же году, альбом был выпущен в Европе вместе с лид-синглом «Walking in Memphis» и был сертифицирован золотым в Великобритании.
Оригинальная версия альбома состояла из 14-ти песен, но когда альбом был выпущен в США, он содержал лишь 11 треков. Песни «I Wouldn’t Treat a Dog (The Way You Treated Me)», «Don’t Come Around Tonite» и «The Shape of Things to Come» были удалены из американского релиза. Американскими критиками альбом также рассматривался как «феномен R&B/pop-культуры»[уточнить] в связи с удалением этих трех рок-песен и также пятью заремиксованными в стиле легкого R&B песнями. Новые миксы «Not Enough Love in the World», «Paradise Is Here», «Angels Running», «What About the Moonlight» и «One by One» на американском издании были обозначены как альбомные версии. На новых версиях чувствуется R&B влияние, в отличие южного рок звучание оригиналов.
В связи с изменениями, многие критики сравнили новый альбом со стилем группы Boyz II Men. Критик Jose F. Promis назвал альбом «одним из лучших в её карьере.. это альбом показывает её как настоящую певицу, а не просто артиста». Несмотря на то, что альбом некоторое время оставался забытым после успеха Believe, в настоящее время альбом ценится как фанатами, так и критиками.

## Список композиций
| №   | Название                                          | Автор(ы)                                                   | Длительность |
| --- | ------------------------------------------------- | ---------------------------------------------------------- | ------------ |
| 1.  | «Walking in Memphis»                              | Marc Cohn                                                  | 3:58         |
| 2.  | «Not Enough Love in the World»                    | Don Henley, Danny Kortchmar, Benmont Tench                 | 4:23         |
| 3.  | «One by One»                                      | Cher, Anthony Griffiths                                    | 5:06         |
| 4.  | «I Wouldn't Treat a Dog (The Way You Treated Me)» | Daniel Walsh, Steve Barri, Michael Price, Michael Omartian | 3:37         |
| 5.  | «Angels Running»                                  | Patty Larkin                                               | 4:40         |
| 6.  | «Paradise is Here»                                | Paul Brady                                                 | 5:05         |
| 7.  | «I'm Blowin' Away»                                | Eric Kaz                                                   | 4:04         |
| 8.  | «Don't Come Around Tonite»                        | Maria Sharp, Mark Addison                                  | 4:37         |
| 9.  | «What About the Moonlight»                        | Kathleen York, Michael Dorian                              | 4:15         |
| 10. | «The Same Mistake»                                | Marc Jordan, John Capek                                    | 4:28         |
| 11. | «The Gunman»                                      | Paddy McAloon                                              | 5:13         |
| 12. | «The Sun Ain't Gonna Shine Anymore»               | Bob Gaudio, Bob Crewe                                      | 5:15         |
| 13. | «Shape of Things to Come»                         | Trevor Horn, Lol Creme                                     | 4:08         |
| 14. | «It's a Man's Man's Man's World»                  | James Brown, Betty Jean Newsome                            | 4:37         |

| №   | Название                                        | Автор(ы)                 | Длительность |
| --- | ----------------------------------------------- | ------------------------ | ------------ |
| 1.  | «One by One» (Sam Ward Remix)                   | Cher, Griffiths          | 4:06         |
| 2.  | «Not Enough Love in the World» (Sam Ward Remix) | Henley, Kortchmar, Tench | 4:24         |
| 3.  | «Angels Running» (Daniel Abraham Remix)         | Larkin                   | 4:34         |
| 4.  | «What About the Moonlight» (Sam Ward Remix)     | York, Dorian             | 4:17         |
| 5.  | «Paradise is Here» (Sam Ward Remix)             | Brady                    | 4:40         |
| 6.  | «The Same Mistake»                              | Jordan                   | 4:25         |
| 7.  | «I'm Blowin' Away»                              | Kaz                      | 4:02         |
| 8.  | «Walking in Memphis»                            | Cohn                     | 3:58         |
| 9.  | «The Sun Ain't Gonna Shine Anymore»             | Gaudio, Crewe            | 5:13         |
| 10. | «The Gunman» (edit)                             | McAloon                  | 5:08         |
| 11. | «It's a Man's Man's Man's World»                | Brown, Newsome           | 4:36         |

## Каверы
Здесь представлены песни, записанные Шер в данном альбоме и их оригинальные исполнители.
- «Walking in Memphis» — Marc Cohn
- «Not Enough Love in the World» — Don Henley
- «One by One» — The Real People
- «I Wouldn’t Treat a Dog (The Way You Treated Me)» — Bobby «Blue» Band
- «Angels Running» (оригинальное название «Good Thing») — Patty Larkin
- «Paradise is Here» — Tina Turner
- «I’m Blowin' Away» — Linda Ronstadt
- «The Same Mistake» — Marc Jordan
- «The Sun Ain’t Gonna Shine Anymore» — Frankie Valli
- «It’s a Man’s Man’s Man’s World» — James Brown
- «The Gunman» — Prefab Sprout

## Над альбомом работали
- Основной продюсер: Craig Kostich
- Tracks 1, 5, 8, 9 — продюсер оригинальных версий: Christopher Neil
- Tracks 2, 3, 6, 7, 14 — продюсер оригинальных версий: Stephen Lipson
- Tracks 4, 10 — продюсер оригинальных версий: produced by Greg Penny
- Tracks 11, 12, 13 — продюсер оригинальных версий: Trevor Horn
- Tracks 1, 2, 4, 5 — заремикшированы для американского издания Sam Ward
- Tracks 3 — заремикшированы для американского издания Daniel Abraham
- «The Gunman» — отредактирована оригинальным продюсером Trevor Horn
- Вокал: Cher
- Струнные аранжировки: Anne Dudley
- Микширование: Steve Fitzmaurice
- Фото: David Scheinmann

## Чарты
| Чарт (1995)                 | Высшая позиция |
| --------------------------- | -------------- |
| Austrian Albums Chart       | 8              |
| Canadian Albums Chart       | 46             |
| Dutch Albums Chart          | 91             |
| German Albums Chart         | 74             |
| Italian Albums Chart        | 16             |
| Norwegian Albums Chart      | 64             |
| Swedish Albums Chart        | 18             |
| UK Albums Chart             | 10             |
| Чарт (1996)                 | Высшая позиция |
| United States Billboard 200 | 64             |